# Juan López Fontana
Juan López Fontana (Montevideo, 1908. március 15. – Montevideo, 1983. október 4.) uruguayi labdarúgóedző.

## Pályafutása
Kezdetben az Central Español csapatánál tevékenykedett orvosi asszisztensként, ahol Alberto Suppici, az 1930-as világbajnok uruguayi csapat szövetségi kapitánya volt a vezetőedző. Tőle tanulta meg az edzői munka alapjait.
1946 és 1955 között illetve 1957 és 1959 között az uruguayi válogatott szövetségi kapitánya volt. Az 1950-es brazíliai világbajnokságon aranyérmes, 1954-es svájci tornán negyedik lett a válogatott csapattal. A Copa Américán három bronzérmet szerzett az együttessel (1947, 1953, 1957).
1952 és 1955 között a Peñarol vezetőedzőjeként tevékenykedett és két bajnoki címet nyert a csapattal. 1959–60-ban az ecuadori válogatott szövetségi kapitánya volt.

## Sikerei, díjai
Uruguay
- Világbajnokság
  - aranyérmes: 1950, Brazília
- Copa América
  - bronzérmes (3): 1947, Ecuador, 1953, Peru, 1957, Peru

 Peñarol
- Uruguayi bajnokság
  - bajnok (2): 1953, 1954